# Oricon公信榜
Oricon公信榜（日语： Orikon chāto */?）為日本Oricon公司所統計並發表的音樂等出版品的銷量排行榜，以日本國內為調查範圍。目前調查對象從最初的唱片擴及音樂、影視、書籍等3大領域，其中又以每週發布的單曲及專輯銷售排行榜最具指標意義。

## 概要

### 歷史
在1967年11月2日開始（有說是1967年5月左右）試驗性地製作了首次的銷量榜，正式的開始日期是從1968年1月4日開始。當時獲得首次單曲銷量榜第一位的是黑澤明與Los Primos的《Love You 東京》（不過在此之前卻由Jackie吉川與Blue Comets的『北國的二人』取得了試驗性銷量榜的第一位，稱為「夢幻第1位」），而獲得首次LP唱片銷量榜第一位的，是森進一的《花與淚／森進一的所有》。

### 統計方法
Oricon銷量榜原則上從每星期的星期一開始的7天之間，計算CD、DVD、遊戲軟件等的銷售量。計算會在接著的星期日截止，然後會在下星期二公佈新一期的銷量榜。不過所公佈的數字只是從抽樣數據所推算出來的數字，並非實際銷售量。除此之外，以前也曾計算過書籍、漫畫、雷射唱片等的銷量，現在已經停止公佈。

### 年度銷量榜的計算期
年度銷量榜的計算期，是從上一年12月第1週開始至下一年11月最後一週為止，所以在12月推出的人氣作品多會傾向佔據下一年銷量榜的上游位置。不過從2007年開始，這個計算期作出了修正，改為由上一年12月第4週至下一年12月第3週為止。所以2006年度年度銷量榜的計算變相會從2005年12月第1週至2006年12月第3週為止，第一次實際上計算了1年1個月的銷量。

### POS系統
計算方法是從一些預先指定的唱片店接收銷售數據。最初是依靠傳真機等接收，但後期隨著唱片店銷售時點情報系統的普及，近期均依靠POS的銷售數據來計算每天銷量榜。而納入計算範圍的指定唱片店方面，雖然近幾年諸如Amazon.co.jp的線上商店也被納入成為計算範圍，但亦曾有些樂曲因為透過某些特別途徑銷售而沒被計算進Oricon銷量榜之中。舉例說，NEWS的出道單曲《NEWS NIPPON》只限定在7-11發售，所以沒有被計算在Oricon銷量榜之內。而在DVD方面，具代表性的例子是「星期三怎麼好DVD全集」。
雖然亦曾有透過特別途徑銷售的樂曲佔據過Oricon銷量榜上游位置，但若果只在Lawson便利店或線上商店等等途徑銷售的話，縱然是以這種方式銷售的DVD取得了每週銷量第一位也好，也沒有被Oricon計算在內。（例如當年的「夢幻第1位」就是一個例子。）

### 累積銷售數字
其實Oricon銷量榜上公佈的銷量是累積的銷售數字，是單純地把銷量榜內（CD的話以前只計算樂曲在佔據每週銷量榜首100位時的銷量，但從2002年12月開始，單曲會計算每週銷量榜內首200位，而專輯則達首300位）的銷量數字加起來計算，並不包含掉出銷量榜計算範圍以外的數字。（但業內其他公司如Planet・Sound Scan等只是一星期內有一張唱片賣出也計算在內）另外，由於沒有把在影視店銷售等特別途徑的銷量計算在內，所以其實公佈的銷量會比實際銷量較少。特別是諸如演歌、動畫原聲唱片等，由於這類型的唱片多於不被納入Oricon銷量榜計算範圍內的唱片店裡銷售，所以計算出來的銷量遠遠比實際的少。

### 影響度
在日本音樂銷量榜業界之中，雖然還有Planet、Sound Scan等由其他公司公佈的銷量榜，但Oricon銷量榜的影響力最大。就如美國的流行音樂排行榜Billboard一樣，多被音樂界視為評價指標。
但由於大家都傾向重視新上榜，即發售首週的銷量多於總銷量，所以唱片公司都會希望盡量在首週爭取最多銷量。正因如此，基本上榜上的樂曲經常會有急劇下降的傾向（近年這種傾向已經非常顯著）。反之跌勢較小，或者首週排位較低但第二週打後才打上前列位置的歌手傾向會獲得樂迷支持，由此可見他們的實力。另外，有傳對於一部份人氣下沉的歌手，唱片公司會特別派員到計算銷量的唱片店裡特意大量購入唱片，藉此提高銷量，控制銷量榜。
另外，有說是來自音樂業界的壓力「一定要讓KinKi Kids（包括成員的各自個人活動）及B'z取得第1位」，但其實事實上這兩隊組合根本從沒有作過正面交鋒。

### 計算方式的變化
- 1985年4月1日－CD銷量榜從只公佈頭30位增至公佈頭50位
- 1986年4月7日－CD銷量榜更次增加至公佈頭100位
- 1988年12月5日－LP唱片銷量榜由銷量減少而減至只公佈頭50位
- 1989年6月5日－LP唱片銷量榜再次減至只公佈頭20位
- 1993年1月11日－卡式帶銷量榜亦因同樣理由減至只頭50位
- 1995年12月3日至1997年4月21日－CD銷量榜公佈的排位與其合計銷量榜一樣
- 2001年5月7日－開始把在不同類形的媒體裡的銷售數字也一併計算在內，使到累積銷量比以前較多。
- 2002年12月2日－單曲銷量榜改為把頭200位的唱片銷量累積計算，專輯銷量榜也改為把頭300位的唱片銷量累積計算。在此之前雖然仍會公佈第101位至第200位的排行，但不會公佈唱片的銷量。
- 2002年12月2日－單曲及專輯銷量榜亦由以前每10張作為單位，改為逐張計算。在此之前，只有從1984年2月6日至1987年4月27日期間的CD銷量榜亦曾逐張計算。
- 2003年12月1日－專輯銷量榜加入[日本境外]海外發行之唱片的銷量。在此之前，只會累積計算個別外資唱片店的銷量榜（1994年1月10日至2001年4月23日）及[日本境外]海外發行之唱片銷量榜（2001年4月30日直至現在）的銷量。

## 特殊用語

### 紅圈
在Oricon銷量榜上，新上榜或銷量上升的樂曲會以紅字標記，稱之為「紅圈急上升」（赤丸急上昇）。這個做法不單顯示了樂曲在榜內的浮沉，由於只要比上一週的銷量有所增長的話就會以紅字標記，所以縱然一些已經沉到榜內較後位置的樂曲也會出現這個現象。

### 初動
初動是指自發售日起的1週間，或者截至發售日起至最初的Oricon結果發表的星期一之間所統計的銷量。第1週的銷量稱之為「初動銷量」（初動売上枚数）。即使是在大眾傳播等媒介中，亦會使用「初動銷量○萬張紀錄」（初動売上○万枚を記録）的詞彙來進行宣傳。

### 安利美特效果
以發售動畫CD/DVD為主的商家連鎖店，如（安利美特）、（虎之穴）、 (GAMERS)、 (Sofmap)、 (YAMADA)、石丸電器、 (Laox) 等等，公信榜並不會每天記錄他們的銷售量，而是每週記錄一次。因此，某些動畫或是聲優的專輯CD雖然在日排行的成績日趨退步，等到週排行的時候又會再次擠進前幾名。由於安利美特是日本國內規模最大、據點最多的動漫產品連鎖店，所以大家普遍稱呼這種獨特現象為安利美特效果（アニメイト効果）。較知名的例子有：
- 2006年5月，Aice5《Believe My Love／友情物語》首賣，歷經

（二）21→（三）21→（四）24→（五）33→（六）26→（日）32 的日排行成績之後，當週的排行竟擠進首週第7名。
- 2007年2月，Aice5《Love Aice5》首賣，經過

（二）8→（三）9→（四）32→（五）38→（六）32→（日）落榜 的成績之後，當週銷售擠進首週第8名。
- 2007年4月，水樹奈奈《SECRET AMBITION》首賣當天即獲好評，在

（二）5→（三）4→（四）7→（五）11→（六）9→（日）13 之後，當週更是空降首週第2名。

## 過往及現行銷量榜列表
| 日語原名          | 中文譯名                                                      | 開始日期             | 停止日期       |
| ----------------- | ------------------------------------------------------------- | -------------------- | -------------- |
|                   | 單曲銷量榜                                                    | 1968年1月4日         | 現在           |
| LP                | LP唱片銷量榜                                                  | 1970年1月5日         | 1989年11月27日 |
| CT                | 卡式帶銷量榜                                                  | 1974年12月2日        | 1995年11月27日 |
|                   | 卡式盒銷量榜                                                  | 1974年12月2日        | 1978年4月24日  |
| CD                | CD銷量榜                                                      | 1984年2月6日         | 1997年4月21日  |
|                   | 專輯（合計）銷量榜                                            | 1987年10月5日        | 現在           |
| MD                | MD銷量榜                                                      | 1994年（不公佈張數） |                |
|                   | 最受歡迎專輯銷量榜                                            | 2001年4月2日         | 現在           |
|                   | 卡拉OK排行榜                                                  | 1994年12月26日       | 現在           |
|                   | 樂曲排行榜                                                    | 2004年9月6日         | 現在           |
| LD                | 鐳射影碟銷量榜                                                | 不詳                 | 2000年2月7日   |
|                   | 錄影帶銷量榜                                                  | 1984年2月6日         | 2005年5月30日  |
| DVD               | DVD銷量榜                                                     | 1999年4月5日         | 現在           |
| VHD               | VHD銷量榜                                                     | 不詳                 | 1989年11月27日 |
|                   | 漫畫銷量榜                                                    | 1995年2月6日         | 2001年3月26日  |
|                   | 遊戲軟件銷量榜                                                | 1995年2月20日        | 2005年11月28日 |
| (SACD・DVD-Audio) | 新媒體（SACD．DVD-Audio）銷量榜                               | 2004年1月            | 約2005年       |
|                   | 所有類別（CD（單曲．專輯）．漫畫．影牒．DVD．遊戲．LD）銷量榜 | 1999年5月24日        | 2001年4月2日   |

- 所有類別銷量榜曾以下列三個名字作銷量榜名稱：
  - ALL MEDIA RANKING BEST30　1999年5月24日至7月12日
  - CROSS MEDIA RANKING BEST30 1999年7月19日至2000年2月28日
  - Rainbow RANKING 30（CROSS MEDIA RANKING BEST）2000年3月13日至2001年4月2日
- 每當Oricon雜誌發行合併號時，有可以會暫停公佈一期的所有類別銷量榜。（如2000年3月3日）
- 在1995年1月16日的一期，罕有地沒有公佈單曲及專輯的銷量榜，但CD以外的錄影帶、LD以及收視率的銷量榜亦有公佈。
- 在合併號的下一期，會把兩週的單曲及專輯銷量榜分開公佈。

## 公信榜的各種紀錄

### 單曲部分的各種排行

#### 單曲銷售史上總銷量前20名
到2017年9月18日为止
| 排名 | 作品名                                       | 歌手名                                         | 總銷量     | 最高排名‧年度排名                            |
| ---- | -------------------------------------------- | ---------------------------------------------- | ---------- | -------------------------------------------- |
| 1位  | 游吧！鯛魚燒君                               | 子門真人                                       | 457.7萬張※ | 1位・1976年度1位                             |
| 2位  | 女人之路                                     | 宮史郎                                         | 325.6萬張  | 1位・1972年度1位・1973年度1位                |
| 3位  | 世界上唯一的花                               | SMAP                                           | 310.9萬張  | 1位・2003年度1位・2004年度11位・2016年度12位 |
| 4位  | TSUNAMI                                      | 南方之星                                       | 293.6萬張※ | 1位・2000年度1位                             |
| 5位  | 丸子三兄弟                                   | 速水健太郎、茂森亞由美、向日葵兒童、丸子合唱團 | 291.8萬張  | 1位・1999年度1位                             |
| 6位  | 只要有你在/我愛你                            | 米米CLUB                                       | 289.5萬張  | 1位・1992年度1位                             |
| 7位  | SAY YES                                      | 恰克與飛鳥                                     | 282.2萬張  | 1位・1991年度2位・1992年度64位               |
| 8位  | Tomorrow Never Knows                         | Mr.Children                                    | 276.6萬張  | 1位・1994年度22位・1995年度4位               |
| 9位  | Oh! Yeah!／愛情故事突然發生                  | 小田和正                                       | 258.7萬張  | 1位・1991年度1位                             |
| 10位 | LOVE LOVE LOVE/暴風雨來襲                    | DREAMS COME TRUE                               | 248.8萬張  | 1位・1995年度1位                             |
| 11位 | YAH YAH YAH/夢之守護者                       | 恰克與飛鳥                                     | 241.8萬張  | 1位・1993年度1位                             |
| 12位 | 無名的詩                                     | Mr.Children                                    | 230.8萬張  | 1位・1996年度1位                             |
| 13位 | 桜坂                                         | 福山雅治                                       | 229.9萬張  | 1位・2000年度2位                             |
| 14位 | CAN YOU CELEBRATE?                           | 安室奈美惠                                     | 229.6萬張  | 1位・1997年度1位・1998年度54位               |
| 15位 | DEPARTURES                                   | globe                                          | 228.8萬張  | 1位・1996年度2位                             |
| 16位 | 黒ネコのタンゴ                               | 皆川おさむ                                     | 223.6萬張※ | 1位・1969年度5位・1970年度1位                |
| 17位 | WOW WAR TONIGHT 〜時には起こせよムーヴメント | H Jungle With t                                | 213.4萬張  | 1位・1995年度2位                             |
| 18位 | 恋の季節                                     | ピンキーとキラーズ                             | 207.7萬張  | 1位・1968年度3位・1969年度4位                |
| 19位 | Automatic/time will tell                     | 宇多田光                                       | 206.2萬張※ | 2位・1999年度5位                             |
| 20位 | TRUE LOVE                                    | 藤井フミヤ                                     | 202.3萬張  | 1位・1993年度29位・1994年度11位              |

#### 單曲初動銷量前20名
| 排名 | 作品名                                     | 歌手名               | 發售日         | 初動週間張數 | 週間排名 |
| ---- | ------------------------------------------ | -------------------- | -------------- | ------------ | -------- |
| 1位  | 再見自由式                                 | AKB48                | 2013年5月22日  | 176.3萬張    | 1位      |
| 2位  | 我們不戰鬥                                 | AKB48                | 2015年5月20日  | 167.3萬張    | 1位      |
| 3位  | 拉布拉多獵犬                               | AKB48                | 2014年5月21日  | 166.2萬張    | 1位      |
| 4位  | Teacher Teacher                            | AKB48                | 2018年5月30日  | 166.1萬張    | 1位      |
| 5位  | 仲夏的Sounds good！                        | AKB48                | 2012年5月23日  | 161.7萬張    | 1位      |
| 6位  | 不需要翅膀                                 | AKB48                | 2016年6月1日   | 144.1萬張    | 1位      |
| 7位  | 飛翔入手                                   | AKB48                | 2011年8月24日  | 135.4萬張    | 1位      |
| 8位  | Everyday、髮箍                             | AKB48                | 2011年5月25日  | 133.4萬張    | 1位      |
| 9位  | 戀愛的幸運餅乾                             | AKB48                | 2013年8月21日  | 133.0萬張    | 1位      |
| 10位 | D.D. / Imitation Rain及Imitation Rain/D.D. | SixTONES VS Snow Man | 2020年1月28日  | 132.8萬張    | 1位      |
| 11位 | 空有愿望                                   | AKB48                | 2017年5月31日  | 130.6萬張    | 1位      |
| 12位 | 風正在吹                                   | AKB48                | 2011年10月26日 | 130.0萬張    | 1位      |
| 13位 | GIVE ME FIVE!                              | AKB48                | 2012年2月15日  | 128.7萬張    | 1位      |
| 14位 | 你就是旋律                                 | AKB48                | 2016年3月9日   | 123.8萬張    | 1位      |
| 15位 | 無名的詩                                   | Mr.Children          | 1996年2月5日   | 120.8萬張    | 1位      |
| 16位 | 真心電流                                   | AKB48                | 2013年10月30日 | 120.4萬張    | 1位      |
| 17位 | 崇尚麻里子                                 | AKB48                | 2011年12月7日  | 119.9萬張    | 1位      |
| 18位 | Halloween Night                            | AKB48                | 2015年8月26日  | 118.8萬張    | 1位      |
| 19位 | 格子花紋                                   | AKB48                | 2012年8月29日  | 118.1萬張    | 1位      |
| 20位 | High Tension                               | AKB48                | 2016年11月16日 | 118.0萬張    | 1位      |

#### 獲得單曲第1位樂曲
截至2017年1月10日為止，共有1500首歌曲獲得過第1位。
| 編號 | 唱片名稱                   | 歌手團體                | 佔據第1位時間                                                   |
| ---- | -------------------------- | ----------------------- | --------------------------------------------------------------- |
| 1    | LOVE YOU 東京              | 黑澤明與Los Primos      | 1968年1月4日至1月18日（連續3週）※1                              |
| 50   | 旅之宿                     | 吉田拓郎                | 1972年8月7日至9月4日（連續5週）                                 |
| 100  | 來算北方星宿               | 都春美                  | 1976年12月6日、12月20日至1977年1月10日 （1週+連續3週、累積4週） |
| 150  | Blue Jeans Memory          | 近藤真彥                | 1981年6月22日至7月6日（連續3週）                                |
| 200  | 沙灘上的摩登人魚／風之魔法 | 小泉今日子              | 1984年4月2日                                                    |
| 250  | 冬天的歌劇團               | 新田惠利                | 1986年1月6日至1月27日（連續4週）※2                              |
| 300  | 雪國                       | 吉幾三                  | 1987年2月9日                                                    |
| 350  | TATTOO                     | 中森明菜                | 1988年5月30日至6月6日（連續2週）                                |
| 400  | 荒野的都市群               | 光GENJI                 | 1990年2月19日                                                   |
| 450  | 把不變的愛給你             | 織田哲郎                | 1992年5月11日                                                   |
| 500  | Nights of The Knife        | TM NETWORK              | 1994年5月2日                                                    |
| 550  | 道別在我心中               | ZARD                    | 1995年9月11日                                                   |
| 600  | YES ～free flower～        | MY LITTLE LOVER         | 1996年12月16日                                                  |
| 650  | ever free                  | hide with Spread Beaver | 1998年6月8日                                                    |
| 700  | LOVE MACHINE               | 早安少女組。            | 1999年9月20日至10月4日（連續3週）                               |
| 750  | evolution                  | 濱崎步                  | 2001年2月12日                                                   |
| 800  | Free & Easy                | 濱崎步                  | 2002年5月6日                                                    |
| 850  | 回到明天／us               | CHEMISTRY               | 2003年8月18日                                                   |
| 900  | Ignited -點燃衝動-         | T.M.Revolution          | 2004年11月15日                                                  |
| 950  | Venus                      | 瀧與翼                  | 2006年1月30日                                                   |
| 1000 | 道路                       | EXILE                   | 2007年2月26日                                                   |
| 1050 | 太陽的眼淚                 | NEWS                    | 2008年3月10日                                                   |
| 1100 | Believe/烏雲散去，天氣晴   | 嵐                      | 2009年3月16日                                                   |
| 1150 | 眼中的銀幕                 | Hey! Say! JUMP          | 2010年3月8日                                                    |
| 1200 | 變成櫻花樹                 | AKB48                   | 2011年2月28日                                                   |
| 1250 | 純情U-19                   | NMB48                   | 2012年2月20日                                                   |
| 1300 | Help me!!                  | 早安少女組。            | 2013年2月4日                                                    |
| 1350 | Snow Magic Fantasy         | SEKAI NO OWARI          | 2014年2月3日                                                    |
| 1400 | 有頂天                     | B'z                     | 2015年1月26日                                                   |
| 1450 | 羽                         | 稻葉浩志                | 2016年1月25日                                                   |
| 1500 | 路標                       | 舞祭組                  | 2017年1月16日                                                   |

※1 如包括在銷量榜正式運正前的試驗運作的話則連續9週第1位。
※2 由於在年始第一週會把第一及第二週（1月6日至13日）合併計算。

#### 週間冠軍單曲總獲得數排行榜
至2024年11月7日為止
[ ]：包含合作作品的時候
| 排名 | 冠軍單曲獲得數  | 歌手            |
| ---- | --------------- | --------------- |
| 1位  | 51作品          | AKB48           |
| 1位  | 51作品          | B'z             |
| 3位  | 44作品          | 嵐              |
| 4位  | 37作品 [42作品] | 近畿小子        |
| 5位  | 37作品 [40作品] | 濱崎步          |
| 6位  | 33作品          | SMAP            |
| 7位  | 32作品          | 關西傑尼斯8     |
| 8位  | 31作品 [32作品] | Mr.Children     |
| 9位  | 28作品 [33作品] | V6              |
| 10位 | 26作品          | KAT-TUN         |
| 11位 | 25作品          | 松田聖子        |
| 12位 | 24作品 [25作品] | GLAY            |
| 13位 | 21作品          | 中森明菜        |
| 13位 | 21作品          | L'Arc〜en〜Ciel |
| 15位 | 20作品          | NEWS            |
| 16位 | 18作品          | Hey! Say! JUMP  |
| 17位 | 21作品 [22作品] | 早安少女組。    |
| 17位 | 17作品          | Kis-My-Ft2      |
| 19位 | 16作品          | 近藤真彥        |
| 19位 | 16作品          | 福山雅治        |
| 19位 | 16作品          | 南方之星        |
| 19位 | 16作品          | SKE48           |
| 23位 | 15作品          | 乃木坂46        |
| 24位 | 14作品 [15作品] | EXILE           |
| 24位 | 14作品          | NMB48           |

#### 連續週間冠軍單曲數排行榜
至2025年3月15日為止
※粗体字表示纪录仍在持续。
| 排名 | 連續獲得冠軍單曲數 | 歌手           |
| ---- | ------------------ | -------------- |
| 1位  | 52作品             | AKB48          |
| 2位  | 48作品             | B'z            |
| 3位  | 39作品             | 嵐             |
| 4位  | 37作品             | Kinki Kids     |
| 5位  | 30作品             | Mr. Children   |
| 6位  | 26作品             | KAT-TUN        |
| 7位  | 25作品             | 濱崎步         |
| 8位  | 24作品             | 松田聖子       |
| 8位  | 24作品             | 關西傑尼斯8    |
| 10位 | 22作品             | SMAP           |
| 11位 | 20作品             | NEWS           |
| 12位 | 18作品             | Hey! Say! JUMP |
| 13位 | 17作品             | Kis-My-Ft2     |
| 14位 | 16作品             | SKE48          |
| 15位 | 15作品             | 中森明菜       |
| 15位 | 15作品             | 乃木坂46       |
| 17位 | 14作品             | 近藤真彥       |
| 18位 | 12作品             | Sexy Zone      |
| 29位 | 9作品              | GLAY           |
| 29位 | 9作品              | ORANGE RANGE   |
| 29位 | 9作品              | Pink Lady      |

#### 單曲週間前十名獲得數排行榜
至2017年1月23日為止
[ ]：包含合作作品的時候
| 排行 | 單曲周榜前10名獲得數 | 歌手             |
| ---- | -------------------- | ---------------- |
| 1位  | 74作品 [77作品]      | 早安少女組。     |
| 2位  | 55作品               | SMAP             |
| 3位  | 51作品 [56作品]      | 东京小子         |
| 4位  | 58作品               | 嵐               |
| 4位  | 58作品               | THE ALFEE        |
| 6位  | 49作品               | B'z              |
| 6位  | 49作品 [52作品]      | 濱崎步           |
| 8位  | 46作品 [48作品]      | 倖田來未         |
| 8位  | 46作品 [48作品]      | GLAY             |
| 8位  | 46作品 [47作品]      | AKB48            |
| 11位 | 45作品 [51作品]      | 安室奈美惠       |
| 11位 | 45作品 [50作品]      | V6               |
| 11位 | 45作品 [46作品]      | DREAMS COME TRUE |
| 11位 | 45作品               | 南方之星         |
| 11位 | 45作品               | AAA              |
| 16位 | 43作品 [48作品]      | 柚子             |
| 16位 | 43作品 [48作品]      | 放浪兄弟         |
| 16位 | 43作品 [44作品]      | ZARD             |
| 16位 | 43作品               | 色情塗鴉         |
| 16位 | 43作品               | GACKT            |

### 單曲的各種紀錄

#### 銷量記錄
- 史上銷量最多的單曲：游吧！鯛魚燒君（銷量：454.7萬張、歌手：子門真人）
- 最高首日銷售量且獲得冠軍單曲：我們不戰鬥（首日銷量：147萬張・2015年5月20日、歌手：AKB48）
- 最高初動銷售量且獲得冠軍單曲：再見自由式（初動銷量：176.3萬張、歌手：AKB48）
- 外國人歌手獲得銷量最多的單曲：Beautiful Sunday（銷量：192.4萬張、歌手：Daniel Boone）
- 史上銷量最多的出道單曲：女人之路（銷量：325萬張、歌手：宮史郎）
- 女性個人歌手一週最高銷量：Addicted To You（銷量：106.7萬張・1999年11月10日止、歌手：宇多田光）
- 男性個人歌手一週最高銷量：桜坂（銷量：75.1萬張・2000年4月26日止、歌手：福山雅治）
- 女性組合歌手一週最高銷量：再見自由式（銷量：176.3萬張、歌手：AKB48）
- 外國歌手一週最高銷量：THE ONES（銷量：104万枚・1998年1月18日止、歌手：瑪麗亞·凱莉）
- 初動史上最低但之後卻獲得冠軍：化為千風（2006年6月5日止初動銷量為513張→之後在2007年1月22日止，週間銷量29094張獲得冠軍歌手：秋川雅史）
- 获得周榜第一的最低销量单曲：THE BEYOND GUNPLA 40th EDITION[THE BEYOND X MS-06LS ZAKU II ver.LUNA SEA]（銷量：6082張・2020年5月11日时第1位，歌手：LUNA SEA）
- 进入周榜前十的最低銷量單曲：（銷量：3346張・2011年4月11日時第10位，歌手：山本讓二）

#### 時間記錄
- 總計獲得週間冠軍最多次之單曲：恋の季節（總計冠軍獲得週數：17週・1968年9月23日～12月9日止、1968年12月23日～1969年1月20日指、歌手：ピンキーとキラーズ）
- 蟬聯週間冠軍最多次之單曲：女人之路（連續獲得冠軍週數：16週・1972年10月30日〜1973年2月12日止 、歌手：宮史郎）
- 進入銷量前100名，且並未掉出，經歷最久時間獲得冠軍單曲：：地上の星/ヘッドライト・テールライト（總計130週・2000年7月31日〜2003年1月20日止、歌手：中島美雪）
- 發售之後距離最久獲得冠軍單曲（包含再發售）：勝手にシンドバッド（1306週・1978年6月25日〜2003年7月7日、歌手：南方之星）
- 同一曲已獲冠軍之後，再度獲得冠軍距離時間最久：世界上唯一的花（39週・2003年4月14日～2004年1月12日止、歌手：SMAP）
  - 包含再發售的話（原版至混音版）：CAN YOU CELEBRATE?（43週・1997年3月10日〜1998年1月5日、歌手：安室奈美惠）
- 再度獲得冠軍單曲時間相隔最久：小田和正「Oh! Yeah!／突如其來的愛情故事」(第6張單曲)～「こころ」(第25張單曲)（16年個月・1991年4月17日～2007年8月27日）
- 再度进入周榜前十时间相隔最久：北島三郎（仁義、周第10位） - （夫婦一生、周第10位）（40年5か月・1969年7月21日 - 2010年1月11日）
- 總計進入前十名最久單曲：北の宿から（35週・1976年5月24日〜1976年9月20日、1976年10月11日〜1977年1月31日、歌手：都はるみ）
- 連續進入前十名最久單曲：おもいで酒（32週・1979年6月18日～1980年1月21日、歌手：小林幸子）
- 冠軍獲得週數總計最多：歌手：B'z（64週）
  - 個人歌手則為滨崎步（51週）
- 前十名獲得週數總計最多歌手：南方之星（253週）
  - 個人歌手則為山口百恵（239週）
- 進入銷量前100名時間最久：地上の星（202週、歌手：中島美雪）
- 進入銷量前200名時間最久：世界に一つだけの花（233週、歌手：SMAP）
- 发售后达到百万销量花费最长时间的作品：WINTER SONG（花费4年11个月・1994年1月7日发售・1998年12月14日付达成、歌手：DREAMS COME TRUE）
- 出道之後獲得冠軍單曲相距時間最久：（歌手：石原裕次郎・31年整）・北の旅人（1987年8月24日）
- 死後經過最久獲得冠軍：（尾崎豐・1年9個月）・OH MY LITTLE GIRL（1994年2月7日）
- 连续获得周榜前100名以内排名年数最长的作品：クリスマス・イブ（连续31年都获得过周榜前100名以内的成绩（1986年 - 2016年）、歌手：山下達郎）
- 卡拉OK排行榜連續首位最高記錄的歌曲：歌手：AKB48・無限重播（48週）
- 卡拉OK排行榜連續首位最高記錄的歌手：AKB48（54週）

#### 年齡紀錄
- 最年輕獲得冠軍單曲：歌手（皆川理・6歳9個月）・歌曲名：黒ネコのタンゴ（1969年11月10日）
  - 團體組合的女性成員：フィンガー5（成員之中的玉元妙子・11歳5個月）・歌曲名：個人授業 （1973年12月3日）
  - 女性個人歌手：（後藤真希・15歳6個月）・愛のバカやろう（2001年4月9日）
- 最年長歌手獲得冠軍單曲(團體組合中的成員也計算在內)：Re:Japan成員中的花紀京・64歳3個月大・歌曲名：明日があるさ （2001年4月16日）
  - 女性個人歌手：（秋元順子・61歳7個月）・歌曲名：愛的原貌（2009年1月24日）
  - 男性個人歌手（小田和正・59歳11個月）・歌曲名：こころ（2007年8月27日）

#### 其他紀錄
- 出道以來，所有單曲全部進入銷量前十名，公信榜史上唯一享有此記錄的女性獨唱藝人：倉木麻衣（42作品・2019年3月20日）
- 包含各种名义之下獲得最多冠軍單曲的歌手：稲葉浩志（52作品）
  - B'z成员名义：48作品（1990年至今）
  - 个人活动名义：4作品（1998年至今）
- 同時進入銷量前十名之作品數最多：B'z（9作品・2003年3月31日）
- 同時進入銷量前100名之作品數最多：南方之星（44作品・2005年7月4日）
- 獲得最多年度第一名單曲：AKB48（7次）(2010年 - 2016年)
- 年度排行前十名擁有作品最多：嵐（6作品）（2010年）（第三、四、六、七、九、十）
- 連續皆有作品進入年度前十名最长年数：嵐（2007年～2016年，共10年）
- 外國人歌手獲得最多冠軍單曲：東方神起（12作）
  - 個人歌手則為：歐陽菲菲 、金贤重（2作）
- 連續單曲初發售即空降冠軍單曲數最多：B'z（48作・2015年6月22日）
- 自出道以來，連續獲得冠軍單曲：近畿小子（37作・2016年11月14日）
  - 個人歌手的話：清水健太郎、藥師丸博子和澤尻英龍華[6]（2作）
  - 已出道但以個人名義發售單曲的話：山下智久、渡邊美奈代和堂本剛（5作）
- 出道曲以來連續獲得單曲進入前十名：早安少女組。（74作品・2024年8月26日）
- 歷代最多百萬單曲的藝人：AKB48（28作品）
- 歷代連續最多百萬單曲的藝人：AKB48（27作品）
- 包揽年榜前五名最多的藝人：AKB48（3次，分别为2011年，2012年，2014年）

#### 目前無人再達成的紀錄
- 同一曲連續獲得兩年之年間第一名：女人之路（歌手：宮史郎とぴんからトリオ）（1972年、1973年）
- 第二名至第十名皆獲得過之曲：奥飛騨慕情（歌手：竜鉄也）
- 四個年代皆獲得冠軍單曲：中島美雪（1970年代、1980年代、1990年代、2000年代）

1970年代：わかれうた（1977年）
1980年代：悪女 （1981年）
1990年代：空と君のあいだに（1994年）、旅人のうた（1995年）
2000年代：地上の星/ヘッドライト・テールライト（2003年）

#### 初紀錄
- 公信榜統計以來，第一張首日破百萬的單曲：飛翔入手（首日銷量：102.6萬張、2011年8月24日、歌手：AKB48）
- 公信榜統計以來，第一個初發售即空降冠軍：游吧！鯛魚燒君（1976年1月12日、歌手：子門真人）
- 第一個為平成年間出生獲得冠軍單曲：高橋瞳（1989年（平成元年）4月8日出生）・歌曲名：僕たちの行方 （2005年4月24日）
- 第一個純音樂單曲獲得冠軍：ウラBTTB（1999年6月28日、演奏者：坂本龍一）
- 第一個獲得冠軍單曲的聲優：水樹奈奈（PHANTOM MINDS・2010年1月25日）
- 第一個以動畫角色名義發售單曲獲得冠軍之歌手：放課後ティータイム 歌曲名：GO! GO! MANIAC・2010年5月10日
  - 同時「Listen!!」此曲也獲得了第二名，成為了第一個以動畫角色名義發售單曲並同時獲得週間第一名、第二名之歌手。

### 專輯部分的各種排行

#### 專輯銷售史上總銷量前20名
| 排名 | 作品名                                  | 歌手名             | 總銷量    | 最高排名‧年度排名 |
| ---- | --------------------------------------- | ------------------ | --------- | ----------------- |
| 1位  | First Love                              | 宇多田光           | 765.0萬張 | 1位・1999年度1位  |
| 2位  | B'z The Best "Pleasure"                 | B'z                | 513.6萬張 | 1位・1998年度1位  |
| 3位  | REVIEW-BEST OF GLAY                     | GLAY               | 487.5萬張 | 1位・1997年度1位  |
| 4位  | Distance                                | 宇多田光           | 447.2萬張 | 1位・2001年度1位  |
| 5位  | B'z The Best "Treasure"                 | B'z                | 443.9萬張 | 1位・1998年度2位  |
| 6位  | A BEST                                  | 濱崎步             | 429.4萬張 | 1位・2001年度2位  |
| 7位  | globe                                   | globe              | 413.6萬張 | 1位・1996年度1位  |
| 8位  | DEEP RIVER                              | 宇多田光           | 360.5萬張 | 1位・2002年度1位  |
| 9位  | Delicious Way                           | 倉木麻衣           | 353.0萬張 | 1位・2000年度1位  |
| 10位 | Time to Destination                     | Every Little Thing | 352.0萬張 | 1位・1998年度3位  |
| 11位 | 海之Yeah!!                              | 南方之星           | 351.2萬張 | 1位・1998年度6位  |
| 12位 | Atomic Heart                            | Mr.Children        | 342.9萬張 | 1位・1994年度3位  |
| 13位 | SWEET 19 BLUES                          | 安室奈美惠         | 335.9萬張 | 1位・1996年度2位  |
| 14位 | BOLERO                                  | Mr.Children        | 328.3萬張 | 1位・1997年度2位  |
| 15位 | Neue Musik                              | 松任谷由實         | 325.1萬張 | 1位・1998年度5位  |
| 16位 | FACES PLACES                            | globe              | 323.9萬張 | 1位・1997年度3位  |
| 17位 | The Swinging Star                       | DREAMS COME TRUE   | 322.6萬張 | 1位・1992年度5位  |
| 18位 | impressions                             | 竹內瑪莉亞         | 306.7萬張 | 1位・1994年度2位  |
| 19位 | ALL SINGLES BEST                        | 可苦可樂           | 305.4萬張 | 1位・2006年度3位  |
| 20位 | ZARD BEST The Single Collection〜轨迹〜 | ZARD               | 303.4萬張 | 1位・1999年度2位  |

#### 專輯初動銷量前20名
參見:日本百萬初動專輯排行
| 排名 | 作品名                      | 歌手名             | 發售日         | 初動週間張數 |
| ---- | --------------------------- | ------------------ | -------------- | ------------ |
| 1位  | Distance                    | 宇多田光           | 2001年3月28日  | 3,002,720    |
| 2位  | A BEST                      | 濱崎步             | 2001年3月28日  | 2,874,870    |
| 3位  | B'z The Best "Pleasure"     | B'z                | 1998年5月20日  | 2,709,530    |
| 4位  | B'z The Best "Treasure"     | B'z                | 1998年9月20日  | 2,500,120    |
| 5位  | DEEP RIVER                  | 宇多田光           | 2002年6月19日  | 2,350,170    |
| 6位  | delicious way               | 倉木麻衣           | 2000年6月28日  | 2,218,640    |
| 7位  | First Love                  | 宇多田光           | 1999年3月10日  | 2,026,870    |
| 8位  | REVIEW-BEST OF GLAY         | GLAY               | 1997年10月1日  | 2,003,150    |
| 9位  | SWEET 19 BLUES              | 安室奈美惠         | 1996年7月22日  | 1,921,850    |
| 10位 | I am...                     | 濱崎步             | 2002年1月1日   | 1,751,360    |
| 11位 | BOLERO                      | Mr.Children        | 1997年3月5日   | 1,734,880    |
| 12位 | DRIVE～GLAY complete BEST～ | GLAY               | 2000年11月29日 | 1,726,780    |
| 13位 | Duty                        | 濱崎步             | 2000年9月27日  | 1,682,760    |
| 14位 | CRUISE RECORD 1995-2000     | globe              | 1999年9月22日  | 1,664,330    |
| 15位 | FACES PLACES                | globe              | 1997年3月12日  | 1,648,550    |
| 16位 | HEAVY GAUGE                 | GLAY               | 1999年10月20日 | 1,569,290    |
| 17位 | Time to Destination         | Every Little Thing | 1998年4月15日  | 1,563,560    |
| 18位 | 深海                        | Mr.Children        | 1996年6月24日  | 1,536,180    |
| 19位 | ark                         | L'Arc～en～Ciel    | 1999年7月1日   | 1,533,110    |
| 20位 | ray                         | L'Arc～en～Ciel    | 1999年7月1日   | 1,489,480    |

#### 獲得專輯第1位專輯
統計時間：1970年1月5日〜2017年2月14日為止、共有1400張專輯獲得過週間冠軍。
| 編號 | 專輯名                   | 歌手              | 週間第一位時間 |
| ---- | ------------------------ | ----------------- | -------------- |
| 1    | 花と涙/森進一のすべて    | 森進一            | 1970年1月5日   |
| 50   | 招待状のないショー       | 井上陽水          | 1976年4月5日   |
| 100  | モーニング               | 岸田智史          | 1979年7月9日   |
| 150  | FOR YOU                  | 山下達郎          | 1982年2月8日   |
| 200  | The Best Year of My Life | Off Course        | 1984年7月2日   |
| 250  | NIPPON NO ROCK BAND      | KUWATA BAND       | 1986年7月28日  |
| 300  | ribbon                   | 渡邊美里          | 1988年6月6日   |
| 350  | LOVERS                   | PRINCESS PRINCESS | 1989年11月27日 |
| 400  | LINDBERG IV              | LINDBERG          | 1991年4月29日  |
| 450  | GUYS                     | 恰克與飛鳥        | 1992年11月16日 |
| 500  | OH MY LOVE               | ZARD              | 1994年6月13日  |
| 550  | 夢遊仙境                 | 瑪麗亞·凱莉       | 1995年10月9日  |
| 600  | SICKS                    | THE YELLOW MONKEY | 1997年2月3日   |
| 650  | SHINE                    | LUNA SEA          | 1998年8月3日   |
| 700  | FRESH BRASH OLD MAN      | SNAIL RAMP        | 2000年1月31日  |
| 750  | Distance                 | 宇多田光          | 2001年4月9日   |
| 800  | GREEN                    | B'z               | 2002年7月15日  |
| 850  | LØVE愛無止盡             | 中島美嘉          | 2003年11月17日 |
| 900  | THE CIRCLE               | B'z               | 2005年4月18日  |
| 950  | ULTRA BLUE               | 宇多田光          | 2006年6月26日  |
| 1000 | Voyager                  | V6                | 2007年9月24日  |
| 1050 | My song Your song        | 生物股長          | 2009年1月12日  |
| 1100 | BEST SELECTION 2010      | 東方神起          | 2010年3月1日   |
| 1150 | Checkmate!               | 安室奈美惠        | 2011年5月9日   |
| 1200 | 時光剪影                 | aiko              | 2012年7月2日   |
| 1250 | 小海女歌曲專輯           | 群星合輯          | 2013年9月9日   |
| 1300 | D-LITE                   | D-LITE            | 2014年11月10日 |
| 1350 | 福之音                   | 福山雅治          | 2016年1月4日   |
| 1400 | ONE VOICE                | 圭賢              | 2017年2月20日  |

#### 連續每年皆獲週間冠軍專輯年數排行榜
2009年4月1日為止的紀錄
| 排名 | 歌手       | 專輯連續每年皆獲冠軍年數※   |
| ---- | ---------- | --------------------------- |
| 1位  | 松任谷由實 | 1981年 - 1998年（連續18年） |
| 2位  | 濱崎步     | 1999年 - 2011年（連續13年） |
| 2位  | 嵐         | 2004年 - 2016年（連續13年） |
| 4位  | EXILE      | 2003年 - 2013年（連續11年） |
| 5位  | 松田聖子   | 1981年 - 1988年（連續8年）  |
| 5位  | 中森明菜   | 1982年 - 1989年（連續8年）  |
| 5位  | 渡辺美里   | 1986年 - 1993年（連續8年）  |
| 5位  | B'z        | 1996年 - 2003年（連續8年）  |
| 5位  | 倖田來未   | 2005年 - 2012年（連續8年）  |

※此排行之意為，統計的期間之內，年年皆有發行專輯並獲得週間冠軍，因此原先的「宇多田光1999年－2008年（連續10年）」為錯誤計算方法，而B'z並非9年連續而為8年(LOOSE統計上記為1996年)

#### 冠軍專輯獲得數排行表
至2025年6月為止
| 排名 | 冠軍專輯獲得數 | 歌手             |
| ---- | -------------- | ---------------- |
| 1位  | 27作           | B'z              |
| 2位  | 23作           | 松任谷由實       |
| 3位  | 20作           | 濱崎步           |
| 4位  | 19作           | 松田聖子         |
| 5位  | 18作           | KinKi Kids       |
| 5位  | 18作           | 中森明菜         |
| 5位  | 18作           | 南方之星         |
| 8位  | 16作           | Mr.Children      |
| 8位  | 16作           | EXILE            |
| 10位 | 15作           | DREAMS COME TRUE |
| 10位 | 15作           | SMAP             |
| 10位 | 15作           | 嵐               |
| 13位 | 13作           | 柚子             |
| 13位 | 13作           | 中島美雪         |
| 13位 | 13作           | 安室奈美惠       |
| 13位 | 13作           | GLAY             |
| 17位 | 12作           | 恰克與飛鳥       |
| 17位 | 12作           | 長渕剛           |
| 19位 | 11作           | 冰室京介         |
| 19位 | 11作           | 倖田来未         |
| 19位 | 11作           | V6               |
| 19位 | 11作           | ZARD             |
| 19位 | 11作           | 山下達郎         |
| 24位 | 10作           | スピッツ         |
| 24位 | 10作           | チェッカーズ     |
| 24位 | 10作           | 松山千春         |

### 專輯的各種紀錄

#### 銷量紀錄
- 史上銷售量最高專輯：First Love（總銷量：765萬張、歌手：宇多田光）
- 外國人歌手獲得銷量最多的專輯：The Ones（銷量：280.9萬張、歌手：Mariah Carey）
- 初動銷量最高專輯：Distance（首週銷量：300萬張・2001年3月28日 歌手：宇多田光）
- 初動銷量最高出道專輯：Delicious Way（首週銷量：220萬張・2000年7月10日、歌手：倉木麻衣）
- 單日銷售量最高的專輯：Distance（首日銷量：163萬張・2001年3月28日、歌手：宇多田光）
- 發行次週單週銷量最高的專輯:globe(次週銷量:105萬張、歌手:globe)
- 女性組合初動銷量最高專輯：未來軌跡（首週銷量：96.2萬張、歌手：AKB48）
- 外國人歌手獲得首一週內銷量最高專輯：The Ones（銷量：104.6萬張、歌手：Mariah Carey）
- 專輯連續破百萬紀錄：ZARD（HOLD ME～「ZARD BEST 〜Request Memorial〜」、連續9張）
- 進入銷量前十名之初動最低銷量：：こういう自分がS・U・K・I（初動銷量：7920張・ 1988年10月10日，排名第10、歌手：明石家秋刀魚）

#### 時間紀錄
- 總計同一專輯獲得冠軍週數最多：氷の世界 （總計獲得週數：35週、歌手：井上陽水）

1973年12月17日～1974年3月11日（連續13週）、1974年3月25日(1周)、1974年4月8日～4月22日（連續3周）、1974年9月2日～9月23日（連續4周）、1975年2月3日～3月10日（連續6周）、1975年4月7日～5月19日（連續7周）、1975年6月2日(1周)，總計35周
- 連續同一專輯獲得冠軍週數最多：新宿の女/“演歌の星”藤圭子のすべて（連續獲得週數：20週・1970年3月30日〜1970年8月10日、歌手：藤圭子）
- 連續同一翻唱專輯獲得冠軍週數最多：VOCALIST4（總計獲得週數：4週、歌手：德永英明）
- 連續六個年代皆獲得冠軍專輯女歌手：松任谷由實（1970年代、1980年代、1990年代、2000年代、2010年代、2020年代）
  - 1970年代：14番目の月（1976年）、 YUMING BRAND（1976年）
  - 1980年代：昨晩お会いしましょう（1981年）、PEARL PIERCE（1982年）、REINCARNATION（1983年）、VOYAGER（1983年）、NO SIDE（1984年）、DA・DI・DA（1985年）、ALARM à la mode（1986年）、YUMING VISUALIVE DA・DI・DA（1986年）、ダイアモンドダストが消えぬまに（1987年）、Delight Slight Light KISS（1988年）、LOVE WARS（1989年）
  - 1990年代：天国のドア（1990年）、DAWN PURPLE（1991年）、TEARS AND REASONS（1992年）、U-miz（1993年）、THE DANCING SUN（1994年）、KATHMANDU（1995年）、Cowgirl Dreamin'（1996年）、Neue Musik YUMI MATSUTOYA COMPLETE BEST VOL.1（1998年）
  - 2000年代：sweet,bitter sweet〜YUMING BALLAD BEST（2001年）
  - 2010年代：日本の恋と、ユーミンと。（2012年）、宇宙図書館（2016年）YUMING萬歲（2022年）
- 連續四個世代皆獲得百萬銷量歌手:安室奈美惠
  - 10代:DANCE TRACKS VOL.1、SWEET 19 BLUES、Concentration 20
  - 20代:181920
  - 30代:BEST FICTION
  - 40代:Finally
- 連續四個年代皆獲得冠軍專輯男歌手：德永英明（1980年代、1990年代、2000年代、2010年代）
  - 1980年代：BIRDS（1987年）
  - 1990年代：JUSTICE（1990年）、REVOLUTION（1991年）
  - 2000年代：VOCALIST 3（2007年）、WE ALL（2009年）
  - 2010年代：VOCALIST 4（2010年）

#### DVD銷售史上總銷量前20名
| 排名 | 作品                                                      | 歌手                   | 銷量     | 最高排名 | 發行年份 |
| ---- | --------------------------------------------------------- | ---------------------- | -------- | -------- | -------- |
| 1    | namie amuro Final Tour 2018〜Finally〜                    | 安室奈美惠             | 94.0萬張 | 1        | 2018     |
| 2    | 5×10 All the BEST! CLIPS 1999-2009                        | 嵐                     | 90.0萬張 | 1        | 2009     |
| 3    | ARASHI Anniversary Tour 5×10                              | 嵐                     | 88.7萬張 | 1        | 2010     |
| 4    | ARASHI アラフェス NATIONAL STADIUM 2012                   | 嵐                     | 82.2萬張 | 1        | 2012     |
| 5    | ARASHI 10-11 TOUR "Scene"〜君と僕の見ている風景〜 STADIUM | 嵐                     | 79.3萬張 | 1        | 2011     |
| 6    | ARASHI LIVE TOUR Popcorn                                  | 嵐                     | 73.9萬張 | 1        | 2013     |
| 7    | ARASHI LIVE TOUR Beautiful World                          | 嵐                     | 71.1萬張 | 1        | 2012     |
| 8    | ARASHI 10-11 TOUR "Scene"〜君と僕の見ている風景〜 DOME+   | 嵐                     | 70.8萬張 | 1        | 2011     |
| 9    | ARASHI アラフェス'13 NATIONAL STADIUM 2013                | 嵐                     | 58.3萬張 | 1        | 2014     |
| 10   | ARASHI AROUND ASIA 2008 in TOKYO                          | 嵐                     | 54.1萬張 | 1        | 2009     |
| 11   | 三代目J Soul Brothers LIVE TOUR 2015「BLUE PLANET」       | 三代目 J Soul Brothers | 50.0萬張 | 1        | 2015     |
| 12   | ARASHI Live Tour 2013 “LOVE”                              | 嵐                     | 49.0萬張 | 1        | 2014     |
| 13   | Real Face Film                                            | KAT-TUN                | 47.6萬張 | 1        | 2006     |
| 14   | EXILE LIVE TOUR 2010 FANTASY                              | EXILE                  | 43.9萬張 | 1        | 2010     |
| 15   | SUMMER TOUR 2007 FINAL Time -コトバノチカラ-              | 嵐                     | 41.9萬張 | 1        | 2008     |
| 16   | AKBがいっぱい〜ザ・ベスト・ミュージックビデオ〜           | AKB48                  | 40.4萬張 | 1        | 2011     |
| 17   | KAT-TUN Live 海賊帆                                       | KAT-TUN                | 40.1萬張 | 1        | 2005     |
| 18   | EXILE LIVE TOUR 2011 TOWER OF WISH 〜願いの塔〜           | EXILE                  | 39.9萬張 | 1        | 2012     |
| 19   | ARASHI BLAST in Hawaii                                    | 嵐                     | 36.5萬張 | 1        | 2015     |
| 20   | EXILE LIVE TOUR "EXILE PERFECT LIVE 2008"                 | EXILE                  | 36.5萬張 | 1        | 2015     |

銷量紀錄
- 史上銷量最高DVD:namie amuro Final Tour 2018 〜Finally〜(總銷量:94.0萬張、歌手:安室奈美惠)
- 海外歌手銷量最高DVD:布加勒斯特現場：危險之旅巡迴演唱會(總銷量:30.2萬張、歌手:麥可·傑克森)
- 初動銷量最高DVD:ARASHI 10-11 TOUR "Scene"〜君と僕の見ている風景〜 STADIUM(初動量:61.8萬張、歌手:嵐)

年齡紀錄
- 獲得首位最年長歌手:浜田省吾(59歲9個月)、ON THE ROAD 2011 "The Last Weekend"
- 獲得首位最年輕歌手:Sexy Zone(平均15.2歲)、Sexy Zone アリーナコンサート2012

其他紀錄
- 首位獲得數最多的歌手:近畿小子(10作品)
- 連續初登場首位的歌手:B'z(8作品)
- 出道開始連續首位歌手:A.B.C-Z(3作品)
- 海外歌手最多首位紀錄:東方神起(4作品)
- TOP50同時擁有最多作品的歌手:麥可·傑克森(6作品、2009年7月20日)

#### 歷年實體唱片銷售額年度冠軍
(統計至2013年12月31日)
| 年份 | 歌手名           | 年度總銷售額 |
| ---- | ---------------- | ------------ |
| 1974 | 井上陽水         | -            |
| 1975 | 井上陽水         | -            |
| 1976 | 荒井由實         | -            |
| 1977 | 粉紅淑女         | -            |
| 1978 | 粉紅淑女         | -            |
| 1979 | Alice            | -            |
| 1980 | 黃色魔術交響樂團 | -            |
| 1981 | 寺尾聰           | -            |
| 1982 | Off Course       | -            |
| 1983 | 中森明菜         | -            |
| 1984 | 松田聖子         | -            |
| 1985 | 中森明菜         | -            |
| 1986 | 中森明菜         | -            |
| 1987 | 中森明菜         | -            |
| 1988 | 光GENJI          | -            |
| 1989 | 松任谷由實       | 56.5億       |
| 1990 | 南方之星         | 78.1億       |
| 1991 | B'z              | 103.9億      |
| 1992 | 恰克與飛鳥       | 184.8億      |
| 1993 | ZARD             | 133.3億      |
| 1994 | TRF              | 120.4億      |
| 1995 | TRF              | 152.3億      |
| 1996 | 安室奈美惠       | 184億        |
| 1997 | GLAY             | 176.3億      |
| 1998 | B'z              | 354.9億      |
| 1999 | 宇多田光         | 281.2億      |
| 2000 | 濱崎步           | 217.5億      |
| 2001 | 濱崎步           | 243.7億      |
| 2002 | 宇多田光         | 133.4億      |
| 2003 | 濱崎步           | 105.2億      |
| 2004 | 宇多田光         | 86.6億       |
| 2005 | 橘子新樂園       | 143.5億      |
| 2006 | 倖田來未         | 127億        |
| 2007 | 倖田來未         | 73.5億       |
| 2008 | EXILE            | 195.8億      |
| 2009 | 嵐               | 144.6億      |
| 2010 | 嵐               | 171.6億      |
| 2011 | AKB48            | 162.8億      |
| 2012 | AKB48            | 190.9億      |
| 2013 | 嵐               | 141.9億      |
| 2014 | 嵐               | 138.2億      |
| 2015 | 嵐               | 143.3億      |
| 2016 | 嵐               | 121.8億      |
| 2017 | 嵐               | 108.6億      |
| 2018 | 安室奈美惠       | 190億        |
| 2019 | 嵐               | 203.3億      |
| 2020 | 嵐               | 145.2億      |
| 2021 | BTS              | 184.8億      |
| 2022 | BTS              | 125.2億      |
| 2023 | King&Prince      | 218.6億      |
| 2024 | Snow Man         | 154.2億      |

各種紀錄
- 史上年度銷售額最高歌手:B'z(354.9億，1998年)
- 年度銷售額突破200億日圓歌手:B'z(354.9億，1998年)、宇多田光(281.2億，1999年)、濱崎步(217.5億，2000年、243.7億，2001年)
- 擁有年度銷售額冠軍最多次歌手:嵐(七次、2009年，2010年，2013年，2014年，2015年，2016年，2017年)

## 備註
1. ↑  .   [2010-07-22]. （原始内容存档于2014-12-07）.
2. ↑  1992年、2008年發售的再發盤也算在內
3. ↑  2005年發售的12cm版本也算在內
4. ↑  1999年發售之CD版也計算在內
5. ↑  8cm版本與12cm版本合計
6. ↑  但是有一曲以戲中角色名義發售(設定上兩者為不同人)。
7. ↑  宇多田光獲得週間冠軍專輯的年份：1999年、2001年、2002年、2004年、2006年、2008年、2010年、2016年

## 外部連結
- Oricon公信榜 （页面存档备份，存于）